# A Waif of the Sea
A Waif of the Sea è un cortometraggio muto del 1912 scritto e diretto da Colin Campbell.

## Produzione
Il film fu prodotto dalla Selig Polyscope Company.

## Distribuzione
Distribuito dalla General Film Company, il film - un cortometraggio di una bobina - uscì nelle sale cinematografiche statunitensi il 28 marzo 1912.